# MAKO
MAKO（まこ、1986年10月7日 - ）は、日本の女性声優、アーティスト。アイムエンタープライズ所属。東京都出身。本名は桜井 真子（さくらい まこ）。既婚。1児の母。

## 経歴
Nansho Kids出身。2005年に品川エトワール女子高等学校を卒業。2009年、跡見学園女子大学文学部臨床心理学科卒業。
2001年、『東京ミュウミュウ』のプロモーション活動の一環として結成されたコスプレアイドルユニット「ミュウ・ファイヴ」に藤原ざくろ役で参加。
2002年、Bon-Bon Blancoのメンバーに選抜される。Bon-Bon Blancoではマラカスを担当し、初代リーダーを務めていたが、2006年6月にリーダーの座をTOMOYOに譲った。マラカス担当のため歌う機会が少なかったことから、Bon-Bon Blancoで前に出ようという考えは控えめだった。
Bon-Bon Blancoのメンバーとして活動する一方で、事務所の人物に「アニメのオーディションを受けてみたい」とお願いしていたことで、2005年にテレビアニメ『かみちゅ!』で声優デビューを果たす。声優という職業には幼い頃から興味を持っていた。『かみちゅ!』ではエンディングテーマ「アイスキャンディー」も担当し、歌手としてもソロデビューを果たした。
2006年にはストリーミング配信ドラマ『めいどinあきはばら』に主演し、萌え系タレントとしても一目置かれることになる。
2009年、Bon-Bon Blancoが活動を休止すると本格的に声優に転向。
2011年8月31日、それまで所属していたスペースクラフトを退社。翌9月1日付でアイムエンタープライズに移籍。

## 人物
かつて同じ事務所だった南里侑香のファンであり、サインや写真を持っている。南里とは『宇宙をかける少女』で共演し、『アニメ星人 ときめきレシピ』でも揃って出演した。『スクールランブル』では、南里から一条かれん役を引き継いでいる。大学時代、大学が遠いので一人暮らしをしていたが、火災報知器を鳴らしたり、飼うことを禁止されているペットを飼ったりした。『宇宙をかけるラジオ』第2回では猫を飼っていることを語っていた。
『ラジオどっとあい MAKOのモコモコロココ〜』で、初めて挑戦したけん玉が一発で入り、ラジオ内で「ウィキペディアなどに書いておいてください」と発言していた。
酒が大好きで、ビールもシャンパンも日本酒も飲める。
2014年6月20日にブログにて女児出産及び結婚したことを報告。

## 出演
太字はメインキャラクター。

### テレビアニメ
2005年
- かみちゅ!（一橋ゆりえ）

2006年
- スクールランブル 二学期（一条かれん（二代目））

2008年
- かんなぎ（ロリッ子キューティー、店員）
- 今日の5の2（相原カズミ）

2009年
- 青い花（花、子供達、初等部B）
- 宇宙をかける少女（獅子堂秋葉）

2010年
- けいおん!!（クラスメイト〈若王子いちご、野島ちか〉）
- ジュエルペットシリーズ（2010年 - 2011年、アンジェリーナ〈アンジェリーナ・グランマニエルショコラ・ジュリアンジェリー〉、チャロット、三原純子、マコ） - 4シリーズ
- はなかっぱ（アゲルちゃん〈初代〉）
- はなまる幼稚園（小梅）
- FAIRY TAIL（2010年 - 2012年、ナツ〈少年時代〉 / 幼いナツ、美人）

2011年
- Aチャンネル（ヒラちゃん）
- お兄ちゃんのことなんかぜんぜん好きじゃないんだからねっ!!（静留）
- C3 -シーキューブ-（マミーメーカー）
- 日常（ユミ）
- 猫神やおよろず（芳乃）

2012年
- この中に1人、妹がいる!（滋賀）
- 咲-Saki-シリーズ（2012年 - 2014年、松実宥） - 2シリーズ
- ちとせげっちゅ!!（柊雛子、ポチ）
- 夏色キセキ（木村祐介）
- 夏雪ランデブー（フール）

2013年
- 蒼き鋼のアルペジオ -アルス・ノヴァ-（マヤ）
- ドラえもん（テレビ朝日版第2期）（2013年 - 2017年、女の子、女の子B）

2014年
- ファイ・ブレイン 神のパズル 第3シリーズ（女の子）

2015年
- 俺物語!!（みさき）
- モンスター娘のいる日常（タレントB）

2016年
- ツキウタ。 THE ANIMATION（2016年 - 2020年、如月愛） - 2シリーズ

2018年
- 閃乱カグラ SHINOVI MASTER -東京妖魔篇-（両奈）

2019年
- スター☆トゥインクルプリキュア（2019年 - 2020年、てんびん座のプリンセス）
- アズールレーン（卯月、水無月、三日月）

2024年
- FAIRY TAIL 100年クエスト（ナーシャ）

### 劇場アニメ
- 宇宙ショーへようこそ（2010年、入管審査）
- 映画けいおん!（2011年、クラスメイト〈若王子いちご、野島ちか〉）
- ジュエルペット スウィーツダンスプリンセス（2012年、チャロット[25]）
- 劇場版 蒼き鋼のアルペジオ -アルス・ノヴァ- DC（2015年、マヤ[26]）
- 劇場版 FAIRY TAIL -DRAGON CRY-（2017年、幼いナツ）

### OVA
- スクールランブル 三学期（2008年、一条かれん）
- OAD 今日の5の2 放課後（2009年、相原カズミ）
- こえでおしごと!（2010年、青柳柑奈[27]）
- 処女はお姉さまに恋してる 2人のエルダー（2012年、御門千歳）
- 流れ星レンズ（2012年、女の子3）
- 猫神やおよろず（2012年、芳乃）
- FAIRY TAIL 〜メモリーデイズ〜（2012年、ナツ・ドラグニル〈少年時代〉）
- OVAの中に1人、妹がいる!（2013年、滋賀）
- 閃乱カグラ ESTIVAL VERSUS -水着だらけの前夜祭-（2015年、両奈[28]）
- Aチャンネル+smile（2017年、ヒラちゃん）

### Webアニメ
- エクスメイデン（2014年、ヴァンダレイ・ジルミンコ[29]）

### ゲーム
2006年
- スクールランブル二学期 恐怖の(?)夏合宿! 洋館に幽霊現る!? お宝を巡って真っ向勝負!!!の巻（一条かれん）

2009年
- (PW)Project Witch（おばあちゃん〈子供時代〉）

2011年
- コープスパーティー Book of Shadows（大上さやか）

2012年
- コープスパーティー -THE ANTHOLOGY- サチコの恋愛遊戯♥Hysteric Birthday 2U（大上さやか）
- シェルノサージュ〜失われた星へ捧ぐ詩〜（ねりこさん）

2013年
- アンジュ・ヴィエルジュ 〜第2風紀委員 ガールズバトル〜（アクエリア）
- 艦隊これくしょん -艦これ-（マヤ）※一部のイベントのみ
- 幻獣姫（鳳凰）
- 咲-Saki- 阿知賀編 episode of side-A Portable（松実宥）
- 閃乱カグラ SHINOVI VERSUS -少女達の証明-（両奈）
- 秘書コレクション 〜どきどき♥秘密の社長室〜（猫耳ナース秘書）
- 嫁コレ（喜多嶋里紗）
- 嫁コレ声優部
- ラブ☆トレ 〜Bitter〜（五十嵐瑠香）
- わグルま!（アークエンジェル）

2014年
- アルノサージュ〜生まれいずる星へ祈る詩〜（ねりこ）
- コープスパーティー BLOOD DRIVE（大上さやか）
- デカ盛り 閃乱カグラ（両奈）

2015年
- 咲-Saki- 全国編（松実宥）
- 閃乱カグラ ESTIVAL VERSUS -少女達の選択-（両奈）

2017年
- 閃乱カグラ PEACH BEACH SPLASH（両奈）
- maimai MiLK（シフォン）
- シノビマスター 閃乱カグラ NEW LINK（両奈）

2018年
- シノビリフレ -SENRAN KAGURA-（両奈）
- 閃乱カグラ Burst Re:Newal（両奈）※DLC追加キャラクター
- アズールレーン（卯月、三日月、水無月）
- PEACH BALL 閃乱カグラ（両奈）

2019年
- 蒼き鋼のアルペジオ -アルス・ノヴァ- Re:Birth（マヤ）

2020年
- 神田川JET GIRLS（両奈）

2023年
- アンジュ・リリンク（アクエリア）

### ラジオ
- おまいり、かみちゅ!（2005年5月21日から同年12月まで 森永理科、峯香織とともにパーソナリティを務める）
- 四番なかやま
- 宇宙をかけるラジオ（ランティスウェブラジオ：2008年12月25日 - 2009年6月29日）
- ラジオどっとあい MAKOのモコモコロココ〜（BBQR、超!A&G+：2009年4月10日 - 2009年7月3日）
- はなまる幼稚園 らじお組（アニメイトTV：2009年12月28日-2010年8月2日）
- あまたつ!（超!A&G+：2010年10月6日 - 2011年3月30日）
- こえでおしごと!WEBラジオ〜ナイショのおしごと!（音泉：2010年11月17日 - 2011年5月18日）
- 山本彩乃とMAKOのラジオ コープスパーティー（HiBiKi Radio Station、2011年5月13日 - 2011年9月9日）
- 嫁ラジ（アニメイトTV：2013年1月11日 - 2013年6月28日）[53]

### ラジオドラマ
- TBSラジオ エブ★ラジ 夜の連続スマホ小説「黒しろ恋模様」[54]

### テレビドラマ
- おみやさん 第6シリーズ13話（2009年2月26日、テレビ朝日）
- 十津川警部シリーズ第41 寝台特急（ブルートレイン）殺人事件（2009年4月13日、TBSテレビ）

### その他のテレビ番組
- アニメ星人（2009年7月4日 - 2010年9月25日、チバテレビ）MC
- 宇宙かけTV HiMEをかたるMAKO！（舞-HiME・BS11再放送内ミニコーナー）
- アニメ星人 ときめきレシピ（2011年2月 - 3月）南里侑香と共にMC

### Webドラマ
- めいどinあきはばら（2006年）

### インターネットテレビ
- 宇宙かけTV WEBをかけるMAKO!（BEAT☆Net Radio!：2009年4月24日 - 2009年9月1日）

### ドラマCD
- 蒼き鋼のアルペジオ -アルス・ノヴァ- スペシャルCDドラマ メンタルモデルも電気羊の夢を見るのではないか?（マヤ）※ヤングキングアワーズ 2014年2月号付録
- アニコイ〜ANIme mitaina KOI shitai!〜（女生徒）
- えびてん 公立海老栖川高校天悶部（友人）
- キューティクル探偵因幡（荻野梓）
- 今日の5の2 ドラマCD 第1・2巻（相原カズミ）
- 「声優かっ!」ドキドキ♪ドラマCD （等々力月乃）※花とゆめ2010年11号･12号＆ザ花とゆめ2010年6月1日号特別企画･応募者全員サービス。
- 宇宙をかける少女 ドラマCD vol.1 スターダスト☆チャイム（獅子堂秋葉）
- 宇宙をかける少女 ドラマCD vol.2 スラップ☆スティック☆コズミック（獅子堂秋葉）
- デンキ街の本屋さん 〜うまのほねの人々〜（腐ガール[55]）
- ふしぎ工房症候群 あの日の約束，風の軌跡（彼女）

### ライブDVD
- スクラン祭りだよ、全員集合!!（2006年10月30日）
- みなみけ!5の2!歌祭りだょ!放課後大爆発!!（2009年4月22日）
- 咲-Saki-フェス 四角い宇宙でSquarePanic!（2013年3月6日）

## ディスコグラフィ

### シングル
|     | 発売日        | タイトル           | 規格品番 | 最高位 | 備考                                        |
| --- | ------------- | ------------------ | -------- | ------ | ------------------------------------------- |
| 1st | 2005年8月24日 | アイスキャンディー | VGR-2    | 56位   | テレビアニメ『かみちゅ!』エンディングテーマ |

### キャラクターソング
| 発売日   | タイトル                                                                        | 名義                                                                                           | 楽曲 | タイアップ                                                                     |
| 2009年   | 2009年                                                                          | 2009年                                                                                         | 2009年 | 2009年                                                                         |
| -------- | ------------------------------------------------------------------------------- | ---------------------------------------------------------------------------------------------- | --- | ------------------------------------------------------------------------------ |
| 2月4日   | 宇宙は少女のともだちさっ                                                        | 獅子堂秋葉（MAKO）、神凪いつき（遠藤綾）、河合ほのか（牧野由依）                               | 「宇宙は少女のともだちさっ」                                                                                  | テレビアニメ『宇宙をかける少女』エンディングテーマ                             |
| 2月4日   | 宇宙は少女のともだちさっ                                                        | 獅子堂秋葉（MAKO）                                                                             | 「Girlish my MIGHT」                                                                                          | Webラジオ『宇宙をかけるラジオ』テーマソング                                    |
| 2月25日  | 宇宙をかける少女 キャラクターソング Vol.1 YURA-YURA-DREAMER                     | 獅子堂秋葉（MAKO）                                                                             | 「YURA-YURA-DREAMER」 「宇宙は少女のともだちさっ」                                                            | テレビアニメ『宇宙をかける少女』関連曲                                         |
| 2010年   |                                                                                 |                                                                                                | |                                                                                |
| 1月27日  | 青空トライアングル                                                              | 杏（真堂圭）、柊（高垣彩陽）、小梅（MAKO）                                                     | 「青空トライアングル」 「ぱんだねこ体操」                                                                     | テレビアニメ『はなまる幼稚園』オープニングテーマ                               |
| 3月31日  | はなまるなベストアルバム childhood memories                                     | 杏（真堂圭）、柊（高垣彩陽）、小梅（MAKO）                                                     | 「笑顔ならべて」                                                                                              | テレビアニメ『はなまる幼稚園』エンディングテーマ                               |
| 3月31日  | はなまるなベストアルバム childhood memories                                     | 小梅（MAKO）                                                                                   | 「あのねきいてね」                                                                                            | テレビアニメ『はなまる幼稚園』エンディングテーマ                               |
| 6月25日  | 「声優かっ！」ドキドキ♪ドラマCD                                                 | 等々力月乃（MAKO）                                                                             | 「little voice, infinity!」                                                                                   | ドラマCD『声優かっ！』関連曲                                                   |
| 11月17日 | 恋の魔法                                                                        | Orange Blossom                                                                                 | 「恋の魔法」 「星に願いを」                                                                                   | OVA『こえでおしごと！』オープニングテーマ                                      |
| 11月17日 | くちびるチャック                                                                | 高島南高校こえごとがーるず                                                                     | 「くちびるチャック」                                                                                          | OVA『こえでおしごと！』エンディングテーマ                                      |
| 11月17日 | くちびるチャック                                                                | 青柳柑奈（MAKO）                                                                               | 「声をかけたい」                                                                                              | OVA『こえでおしごと！』エンディングテーマ                                      |
| 2011年   |                                                                                 |                                                                                                | |                                                                                |
| 3月23日  | 歌なんかぜんぜん歌いたくないんだからねっ!!                                      | 静留（MAKO）                                                                                   | 「True Love」                                                                                                 | テレビアニメ『お兄ちゃんのことなんかぜんぜん好きじゃないんだからねっ!!』関連曲 |
| 8月10日  | 猫神やおよろず キャラクターソング vol.2                                         | 芳乃（MAKO）                                                                                   | 「しあわせ桜通信」                                                                                            | テレビアニメ『猫神やおよろず』関連曲                                           |
| 11月10日 | CRバンバンラッシュ サウンドトラック                                             | ナツキ（MAKO）                                                                                 | 「瞳に映るもの」 「流れ星」 「盛り盛り ストロベリー」 「きらきらきら」                                        | パチンコ『CRバンバンラッシュ Big Bang Ver.』関連曲                             |
| 2012年   |                                                                                 |                                                                                                | |                                                                                |
| 1月25日  | C3 -シーキューブ- キャラクターソングアルバム                                    | マミーメーカー（MAKO）                                                                         | 「someday」                                                                                                   | テレビアニメ『C3 -シーキューブ-』関連曲                                        |
| 4月25日  | SquarePanicSerenade/Futuristic Player                                           | 高鴨穏乃（悠木碧）、新子憧（東山奈央）、松実玄（花澤香菜）、松実宥（MAKO）、鷺森灼（内山夕実） | 「SquarePanicSerenade」                                                                                       | テレビアニメ『咲-Saki- 阿知賀編 episode of side-A』エンディングテーマ          |
| 6月20日  | 咲-Saki- 阿知賀編 episode of side-A 一 BD限定版特典CD                           | 高鴨穏乃（悠木碧）、新子憧（東山奈央）、松実玄（花澤香菜）、松実宥（MAKO）、鷺森灼（内山夕実） | 「四角い宇宙で待ってるよ（阿知賀女子すぺしゃるver.）」 「熱烈歓迎わんだーらんど（阿知賀女子すぺしゃるver.）」 | テレビアニメ『咲-Saki- 阿知賀編 episode of side-A』関連曲                      |
| 7月4日   | 咲-Saki- 阿知賀編 episode of side-A キャラクターソング Vol.4 麻雀あったかぽっぷ | 松実宥（MAKO）                                                                                 | 「麻雀あったかぽっぷ」 「まじかる☆まーじゃん☆わーるど」                                                       | テレビアニメ『咲-Saki- 阿知賀編 episode of side-A』関連曲                      |
| 7月4日   | 非公認戦隊アキバレンジャー エンディング&にじよめCD                              | 船橋サトミ〈滝津あゆら〉（MAKO）                                                               | 「Heroic lily ~Type Satomi」                                                                                  | 特撮テレビドラマ『非公認戦隊アキバレンジャー』関連曲                           |
| 11月7日  | ちとせげっちゅ!!                                                                | ちとせ（仲谷明香）、みさき（徳井青空）、雛子（MAKO）                                           | 「ちとせげっちゅ!!の歌」                                                                                      | テレビアニメ『ちとせげっちゅ!!』主題歌                                         |
| 11月7日  | ちとせげっちゅ!!                                                                | みさき（徳井青空）、雛子（MAKO）                                                               | 「トキメキABC」                                                                                               | テレビアニメ『ちとせげっちゅ!!』関連曲                                         |
| 2013年   |                                                                                 |                                                                                                | |                                                                                |
| 2月1日   | ツキウタ。2月如月愛「Acacia」                                                   | 如月愛（MAKO）                                                                                 | 「Acacia」 「春よ来い」                                                                                       | キャラクターCD『ツキウタ。』関連曲                                             |
| 2014年   |                                                                                 |                                                                                                | |                                                                                |
| 4月4日   | 蒼き鋼のアルペジオ -アルス・ノヴァ- BD・DVD第4巻特典CD                          | マヤ（MAKO）                                                                                   | 「トレモロ」                                                                                                  | テレビアニメ『蒼き鋼のアルペジオ -アルス・ノヴァ-』関連曲                      |
| 9月24日  | エクスメイデン                                                                  | 赤丸純（内田真礼）、橘葵（飯田友子）、萩野みどり（巽悠衣子）、ヴァンダレイ・ジルミンコ（MAKO） | 「forbidden Code」                                                                                            | Webアニメ『エクスメイデン』エンディングテーマ                                  |
| 2016年   |                                                                                 |                                                                                                | |                                                                                |
| 1月29日  | ツキウタ。シリーズ ピンクな双子「ショコラの魔法」                               | 如月恋（増田俊樹）、如月愛（MAKO）                                                             | 「ショコラの魔法」                                                                                            | キャラクターCD『ツキウタ。』関連曲                                             |
| 7月22日  | ツキウタ。シリーズ 如月愛「My Sweet Beloved」                                   | 如月愛（MAKO）                                                                                 | 「My Sweet Beloved」 「Pink Opal」                                                                            | キャラクターCD『ツキウタ。』関連曲                                             |
| 2018年   |                                                                                 |                                                                                                | |                                                                                |
| 12月28日 | Fluna!                                                                          | Fluna                                                                                          | 「Fluna!」 「不思議に感じても季節は」                                                                         | キャラクターCD『ツキウタ。』関連曲                                             |
| 2019年   |                                                                                 |                                                                                                | |                                                                                |
| 2月22日  | 2月のメリーゴーランド                                                           | 如月愛（MAKO）                                                                                 | 「2月のメリーゴーランド」                                                                                     | キャラクターCD『ツキウタ。』関連曲                                             |
| 2023年   |                                                                                 |                                                                                                | |                                                                                |
| 3月31日  | めぐりあい                                                                      | Fluna＆Seleas                                                                                  | 「めぐりあい」                                                                                                | キャラクターCD『ツキウタ。』関連曲                                             |
| 8月25日  | ツキウタ。4thシーズン2 花園 雪＆如月 愛「フタリノヒカリ」                       | 花園 雪(今井麻美)、如月愛（MAKO）                                                              | 「フタリノヒカリ」 「アイで始まる物語」                                                                       | キャラクターCD『ツキウタ。』関連曲                                             |
| 9月29日  | ツキウタ。 Dear Dreamer,                                                        | Fluna＆Seleas                                                                                  | 「Dear Dreamer,」ver.Fluna & Seleas 「Dear Dreamer,」ver.Fluna                                                | キャラクターCD『ツキウタ。』関連曲                                             |
| 2024年   |                                                                                 |                                                                                                | |                                                                                |
| 6月28日  | ツキアカリスタートライン                                                        | Fluna                                                                                          | 「ツキアカリスタートライン」 「Ask for the Moon」                                                             | キャラクターCD『ツキウタ。』関連曲                                             |

## その他
- デジタル写真集「黒歴史」（アニメロミックス、2011年）